# Adolfo Federico VI di Meclemburgo-Strelitz
Adolfo Federico VI (Neustrelitz, 17 giugno 1882 – Neustrelitz, 23 febbraio 1918) fu l'ultimo granduca di Meclemburgo-Strelitz dal 1914 fino alla sua morte. La reggenza passò al granduca di Meclemburgo-Schwerin, Federico Francesco IV.

## Biografia

### I primi anni e l'ascesa al trono

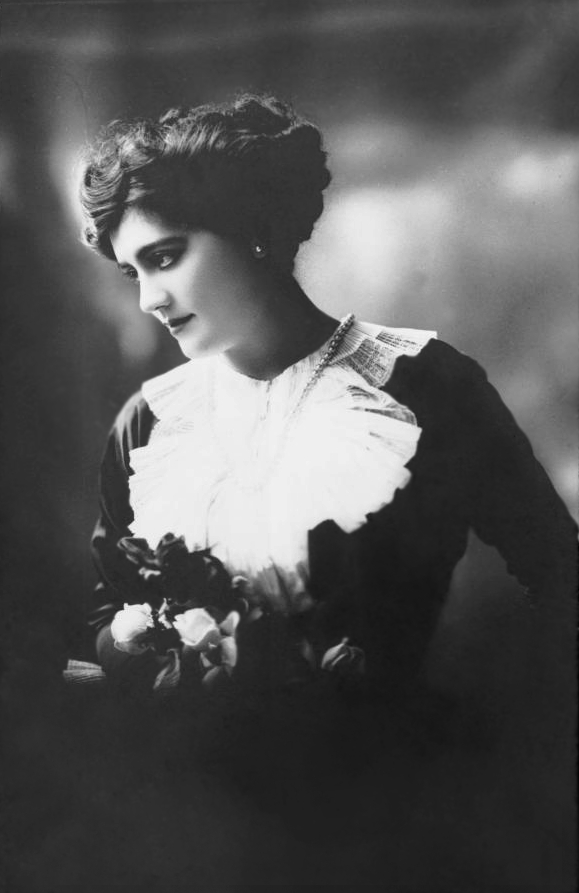
Il soprano Mafalda Salvatini, presunta amante di Adolfo Federico VI

Nacque a Neustrelitz, terzo figlio di Adolfo Federico V di Meclemburgo-Strelitz e di sua moglie, la principessa Elisabetta di Anhalt (1857-1933). Studiò al ginnasio di Dresda, e successivamente giurisprudenza a Monaco di Baviera, servendo poi nell'esercito.
Divenne granduca ereditario alla morte del nonno, il granduca Federico Guglielmo il 30 maggio 1904.
Alla sua morte succedette al padre l'11 giugno 1914, alcuni mesi prima dello scoppio della prima guerra mondiale. Era considerato uno dei principi scapoli più ricchi di Germania, ma si vociferava di un matrimonio morganatico segreto con il famoso soprano italiano Mafalda Salvatini (1886−1971) nonché di una relazione d'amore con la principessa Daisy di Pless.

### La morte
Il 23 febbraio 1918 a Neustrelitz Adolfo Federico si suicidò dopo la crisi che aveva portato alla rovina il Meclemburgo-Strelitz, dal momento che anche il duca Carlo Michele di Meclemburgo-Strelitz, che era in servizio in Russia, aveva rinunciato ai propri diritti al trono. La sera stessa della sua morte venne eseguita l'autopsia dal dottor Wilda, suo medico personale, che rilevò nel referto che il granduca era "caduto in acqua e successivamente annegato". Questo referto sulla morte sembrò fin dall'inizio e a tutti poco credibile in quanto era risaputo che da diverso tempo il granduca era preso da crisi depressive occasionali dovute proprio alle recenti circostanze.
Nel suo testamento (redatto nella primavera del 1917 e conservato oggi al Landeshauptarchiv di Schwerin), Adolfo Federico VI lasciò la sua intera fortuna, accumulata dal nonno e stimabile in 30.000.000 di marchi, al secondo figlio di Federico Francesco IV di Meclemburgo-Schwerin, il duca Cristiano Ludovico (1912-1996), solo qualora egli fosse divenuto granduca di Meclemburgo-Strelitz e avesse preso residenza a Neustrelitz.
Il corpo del granduca Adolfo Federico VI venne sepolto presso le rive del lago di Mirow, come da sua espressa volontà, in una tomba da lui stesso progettata e ritrovata tra le carte del suo testamento. La tomba venne realizzata dagli eredi del granduca.

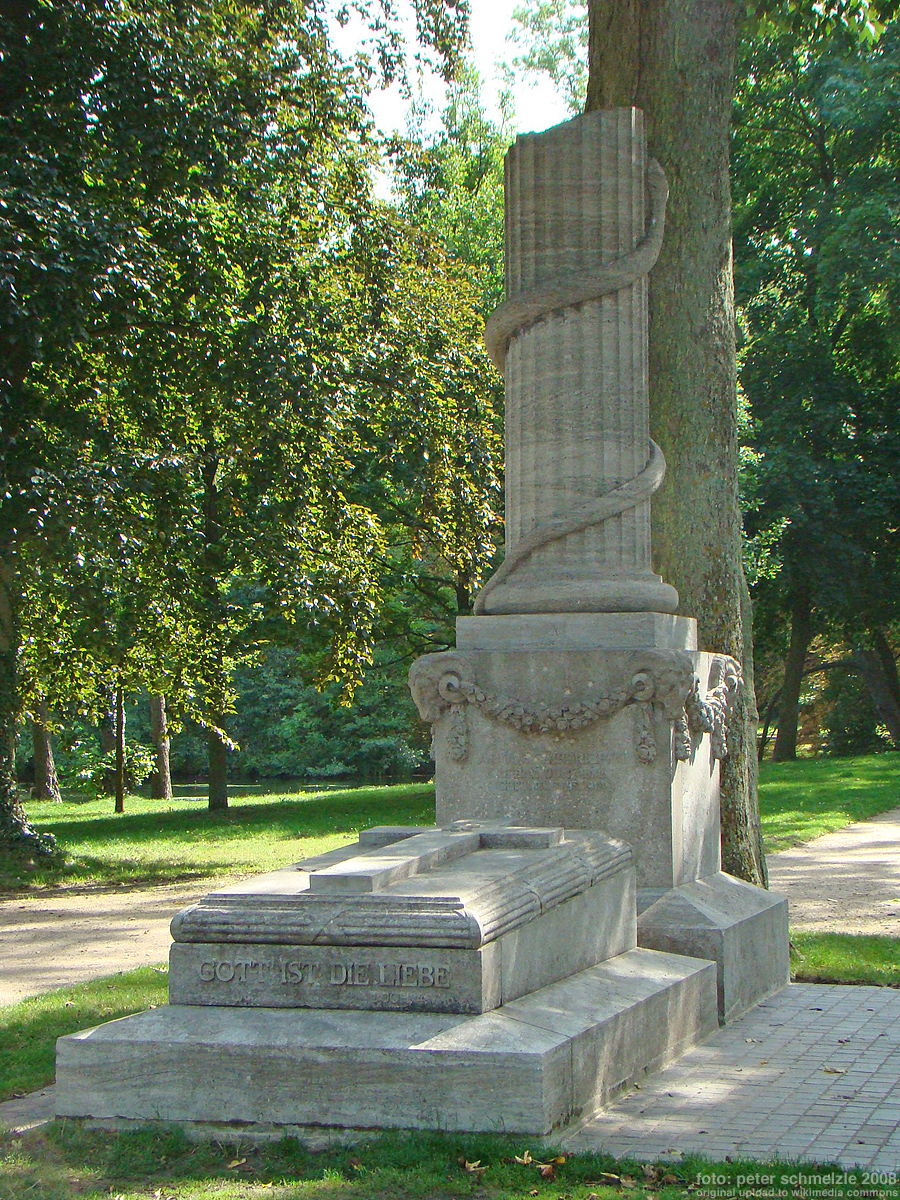
La tomba di Adolfo Federico VI

### La questione della successione
La sua morte aprì una crisi di successione dinastica. Secondo la legge della casata, infatti, la successione sarebbe dovuta passare al duca Carlo Michele (1864-1934), nipote del granduca Giorgio, che aveva servito nell'esercito imperiale russo sino al 1917 e che poi era stato costretto alla fuga a causa della guerra civile. Già dal 1914, Adolfo Federico aveva confidato al cugino che in caso di sua prematura scomparsa egli avrebbe gradito che Carlo Michele avesse accettato la successione al trono. Un altro parente di Adolfo Federico VI, il conte Giorgio di Carlow (1899-1963) poteva avanzare delle pretese. Suo padre Giorgio Alessandro (1859-1909), era fratello del duca Carlo Michele ma aveva contratto matrimonio morganatico nel 1890 da cui poi appunto era nato Giorgio di Carlow.
Per dirimere la questione, in attesa del ritorno di Carlo Michele dalla Russia, il granduca Federico Francesco IV di Meclemburgo-Schwerin divenne reggente anche del granducato di Meclemburgo-Strelitz e rimase in tale posizione sino alla fine delle monarchie tedesche nel 1918, quando fu il governo del granducato a votare per la fine della reggenza. Federico Francesco IV ricevette a questo punto comunicazione dello stesso Carlo Michele della sua rinuncia al trono che però giunse in Germania solo nel 1919, dopo l'abolizione della monarchia e la fondazione del Libero Stato di Meclemburgo-Strelitz.

## Ascendenza
|                                            |                              |                                           | Genitori                          |  |  | Nonni |  |  | Bisnonni                        |  |  | Trisnonni                        |  |
|                                            |                              |                                           |                                   |  |  |       |  |  | Giorgio di Meclemburgo-Strelitz |  |  | Carlo II di Meclemburgo-Strelitz |  |
|                                            |                              |                                           |                                   |  |  |       |  |  | Giorgio di Meclemburgo-Strelitz |  |  | Carlo II di Meclemburgo-Strelitz |  |
|                                            |                              | Federica Carolina Luisa d'Assia-Darmstadt |                                   |  |  |       |  |  | Giorgio di Meclemburgo-Strelitz |  |  |                                  |  |
| Federico Guglielmo di Meclemburgo-Strelitz |                              |                                           |                                   |  |  |       |  |  | Giorgio di Meclemburgo-Strelitz |  |  |                                  |  |
|                                            |                              | Maria di Assia-Kassel                     | Federico d'Assia-Kassel           |  |  |       |  |  |                                 |  |  |                                  |  |
|                                            |                              | Maria di Assia-Kassel                     | Federico d'Assia-Kassel           |  |  |       |  |  |                                 |  |  |                                  |  |
|                                            |                              | Maria di Assia-Kassel                     | Carolina di Nassau-Usingen        |  |  |       |  |  |                                 |  |  |                                  |  |
| Adolfo Federico V di Meclemburgo-Strelitz  |                              | Maria di Assia-Kassel                     |                                   |  |  |       |  |  |                                 |  |  |                                  |  |
|                                            |                              | Adolfo di Hannover                        | Giorgio III del Regno Unito       |  |  |       |  |  |                                 |  |  |                                  |  |
|                                            |                              | Adolfo di Hannover                        | Giorgio III del Regno Unito       |  |  |       |  |  |                                 |  |  |                                  |  |
|                                            |                              | Adolfo di Hannover                        | Carlotta di Meclemburgo-Strelitz  |  |  |       |  |  |                                 |  |  |                                  |  |
| Augusta di Hannover                        |                              | Adolfo di Hannover                        |                                   |  |  |       |  |  |                                 |  |  |                                  |  |
|                                            |                              | Augusta di Assia-Kassel                   | Federico d'Assia-Kassel           |  |  |       |  |  |                                 |  |  |                                  |  |
|                                            |                              | Augusta di Assia-Kassel                   | Federico d'Assia-Kassel           |  |  |       |  |  |                                 |  |  |                                  |  |
|                                            |                              | Augusta di Assia-Kassel                   | Carolina di Nassau-Usingen        |  |  |       |  |  |                                 |  |  |                                  |  |
| Adolfo Federico VI di Meclemburgo-Strelitz |                              | Augusta di Assia-Kassel                   |                                   |  |  |       |  |  |                                 |  |  |                                  |  |
|                                            | Leopoldo IV di Anhalt-Dessau | Federico di Anhalt-Dessau                 |                                   |  |  |       |  |  |                                 |  |  |                                  |  |
|                                            | Leopoldo IV di Anhalt-Dessau | Federico di Anhalt-Dessau                 |                                   |  |  |       |  |  |                                 |  |  |                                  |  |
|                                            | Leopoldo IV di Anhalt-Dessau | Amalia d'Assia-Homburg                    |                                   |  |  |       |  |  |                                 |  |  |                                  |  |
| Federico I di Anhalt                       | Leopoldo IV di Anhalt-Dessau |                                           |                                   |  |  |       |  |  |                                 |  |  |                                  |  |
|                                            |                              | Federica Guglielmina di Prussia           | Luigi di Prussia                  |  |  |       |  |  |                                 |  |  |                                  |  |
|                                            |                              | Federica Guglielmina di Prussia           | Luigi di Prussia                  |  |  |       |  |  |                                 |  |  |                                  |  |
|                                            |                              | Federica Guglielmina di Prussia           | Federica di Meclemburgo-Strelitz  |  |  |       |  |  |                                 |  |  |                                  |  |
| Elisabetta di Anhalt                       |                              | Federica Guglielmina di Prussia           |                                   |  |  |       |  |  |                                 |  |  |                                  |  |
|                                            |                              | Edoardo di Sassonia-Altenburg             | Federico di Sassonia-Altenburg    |  |  |       |  |  |                                 |  |  |                                  |  |
|                                            |                              | Edoardo di Sassonia-Altenburg             | Federico di Sassonia-Altenburg    |  |  |       |  |  |                                 |  |  |                                  |  |
|                                            |                              | Edoardo di Sassonia-Altenburg             | Carlotta di Meclemburgo-Strelitz  |  |  |       |  |  |                                 |  |  |                                  |  |
| Antonietta di Sassonia-Altenburg           |                              | Edoardo di Sassonia-Altenburg             |                                   |  |  |       |  |  |                                 |  |  |                                  |  |
|                                            |                              | Amalia di Hohenzollern-Sigmaringen        | Carlo di Hohenzollern-Sigmaringen |  |  |       |  |  |                                 |  |  |                                  |  |
|                                            |                              | Amalia di Hohenzollern-Sigmaringen        | Carlo di Hohenzollern-Sigmaringen |  |  |       |  |  |                                 |  |  |                                  |  |
|                                            |                              | Amalia di Hohenzollern-Sigmaringen        | Maria Antonietta Murat            |  |  |       |  |  |                                 |  |  |                                  |  |
|                                            |                              | Amalia di Hohenzollern-Sigmaringen        |                                   |  |  |       |  |  |                                 |  |  |                                  |  |